# Línguas cartevélicas
As línguas cartevélicas são uma família de línguas que são faladas principalmente na Geórgia, com algumas comunidades de falantes na Turquia, Irã e Rússia. Este grupo é classificado dentro das línguas caucasianas em geral, mas as línguas caucasianas meridionais não formam geneticamente um mesmo filo com as línguas caucasianas do norte-centro e as do
nordeste.

## Classificação
- Línguas georgianas:
  - Georgiano (kartuli em georgiano), com uns 4 milhões de falantes, dos quais 3,9 milhões são da Geórgia.
- Línguas zan:
  - Mingrélio (margaluri em mingrélio, megruli em georgiano), com 500 000 falantes (1989), na região de Mingrélia, Geórgia Ocidental, e também no distrito de Gali, a leste da Abecásia. Muitos refugiados mingrélios da Abecásia vivem próximo á Tbilisi e outras regiões da Geórgia.
  - Laz (lazuri em laz e georgiano, ou também canuri em georgiano), com 220 000 falantes nativos (1980), sobretudo no litoral do Mar Negro, nordeste da Turquia, e aproximadamente 2 000 na Acharia, Geórgia.
- Língua suana:
  - Suana (lushnu em suano, svanuri em georgiano), com 15 000 falantes nativos na região montanhosa de Suânia ou Suanécia (Svaneti), no nordeste da Geórgia .